# Papurio
Papurio (latino: Papurius o Papyrius o Papirius; greco: Παπούριος) era una fortezza in Isauria, utilizzata in epoca imperiale come prigione.

## Storia
In origine era una collina dell'Isauria che fu scelta dal brigante Papirio il quale la fortificò; era nota come castellum Papirii e da questa terrorizzava le zone circostanti.
La fortezza passò al figlio di Papirio, Indaco Cottunes, il quale continuò l'attività di brigantaggio del padre. Nel 469 il magister militum per Orientem Zenone (in seguito divenuto imperatore) inviò delle truppe per tentare di sloggiarlo dalla fortezza.
Nel 478 vi fu imprigionata Verina. La vedova dell'imperatore Leone I aveva infatti assoldato un sicario per uccidere l'influente generale Illo; fallito l'attentato, l'imperatore Zenone era stato costretto a mandare in prigione a Papurio la suocera.
Nel 479 vi fu inviato Marciano, figlio dell'imperatore romano d'Occidente Antemio, che si era ribellato all'imperatore Zenone, ma che era stato sconfitto dal generale Illo. Poco dopo il suo arrivo, il prigioniero riuscì a fuggire dalla prigione.
Nel 483 Illo si ribellò a Zenone, si recò a Papurio a liberare Verina per farle incoronare il suo prescelto, l'usurpatore Leonzio; Verina fu però nuovamente rinchiusa nella fortezza-prigione, e qui morì poco dopo. Le forze di Zenone riuscirono a sconfiggere i ribelli, e, nel 484, Illo e i suoi sostenitori (tra cui Leonzio e Indaco) furono assediati nella fortezza isaurica; l'assedio durò quattro anni, fin quando, nel 488, Papurio cadde per tradimento di Indaco.